# Берт ван Марвайк
Берт ван Марвайк (на нидерландски: Bert van Marwijk, Произн. на нидерландски: [ˈbɛrt fɑˈmɑrʋɛi̯k]) е бивш холандски футболист и настоящ треньор по футбол. На клубно ниво печели с отбора на Фейенорд Купата на УЕФА през сезон 2001–02, а с националния отбор на Нидерландия достига до финала на Мондиал 2010, който губи след продължения от Испания с минималното 1-0. Водил е още отборите на Борусия Дортмунд и Хамбургер ШФ. През 2010 г. е удостоен от кралица Беатрикс с орден „Орание-Насау“.

## Успехи

### Като футболист
АЗ Алкмаар
- Купа на Нидерландия (1): 1977–78

 Маастрихт
- Ерсте дивиси (1): 1983–84

### Като треньор
Фейенорд
- Купа на Нидерландия (1): 2007–08
- Купа на УЕФА (1): 2001–02

 Нидерландия
- Световно първенство
  - Вицешампион (1): Мондиал 2010

Индивидуални
- Орден „Орание-Насау“ – 2010 г.